# Джин Шарп
Джин Шарп (Gene Sharp; 21 січня 1928 — 28 січня 2018) — професор політології університету Дартмут штату Массачусетс відомий як автор робіт про ненасильницьке протистояння: його називали як «Макіавеллі ненасильства» так і «Карл фон Клаузевіцем ненасильницької війни».
Джин Шарп є засновником Інституту Альберта Ейнштейна, непідприємницької організації, що вивчає та сприяє використанню ненасильницького протистояння у конфліктах по всьому світу.
Джин Шарп був номінований на Нобелівську премію миру у 2009, 2012, 2013 та 2015 роках.

## Біографія
Джин Шарп народився у Північному Балтиморі, Огайо, у родині протестантського священика. В університеті штату Огайо в 1949 році отримав ступінь бакалавра гуманітарних наук з суспільних наук і в 1951 році магістра гуманітарних наук з соціології.
Провів 9 місяців в ув'язненні за громадянську непокору армійському заклику під час Корейської війни. В цей період був троцькістом за своїми поглядами.
Після звільнення дев'ять років жив у Норвегії та Англії.
У 1964 році в Оксфордському університеті захистив дисертацію по темі «Ненасильницькі методи повалення режимів» отримавши вчений ступінь доктора філософії з політичної філософії.
З 1965 року веде дослідницьку роботу в галузі міжнародних відносин в Іізерхедському центрі міжнародних відносин,Гарвардського університету.
З 1972 року — професор політології в Массачусетському університеті в Дартмуті.
У 1983 році заснував Інститут імені Альберта Ейнштейна— некомерційну організацію, що займається методами використання ненасильницьких дій в конфліктах по всьому світу.

## Внесок у науку
Зробив великий внесок у теорію ненасильницької боротьби проти державної влади. Зібрав і докладно описав методи ненасильницької боротьби, а також деякі варіанти їх взаємодії. Методи можуть бути використані в будь-якій комбінації в будь-якій країні.
Найбільш відомі праці: «Від диктатури до демократії» («From Dictatorship to Democracy»)
«Політика ненасильницької дії» («The Politics of Nonviolent Action»)
«Ганді як політичний стратег» («Gandhi as a Political Strategist») (1979)
«Зробити Європу нескореною» («Making Europe Unconquerable») (1986)
«Опір, політика і американська боротьба за незалежність, 1765—1775» («Resistance, Politics, and the American Struggle for Independence, 1765—1775») (1986)
«198 методів ненасильницьких дій» («198 Methods of Nonviolent Action»)
У передмові до книги «Від диктатури до демократії» Джин Шарп пише: «Одне з головних питань, яке хвилювало мене протягом багатьох років: як народ, люди можуть запобігти появі або ліквідувати диктатуру. Цей мій інтерес частково походить від переконання, що людська особистість не повинна придушуватися і знищуватися подібними режимами. Це переконання підкріплювалося публікаціями про важливість дотримання прав і свобод людини, про природу диктатури (від Аристотеля до аналітиків тоталітаризму) і про її історію (особливо нацистського і сталінського режимів)».
Книги Шарпа переведені на десятки мов і використовуються, як практичні посібники борцями проти державної влади в усьому світі.

## Практична діяльність
Джин Шарп не бере особистої участі в практичних діях своїх послідовників, за рідкісними винятками. Зокрема, в 1990—1991 роках Шарп відвідував Прибалтику, де консультував політиків, які прагнули до незалежності прибалтійських країн від СРСР. У Литві він працював з Аудрюсом Буткявічюсом, в Латвії — з Талаву Юндзісом.

### Внесок Шарпа в теорію ненасильницького опору
Ключовою темою Шарпа є те, що сила не є монолітною; тобто, вона не випливає з якоїсь внутрішньої якості тих, хто знаходяться при владі. Для Шарпа влада будь-якої держави - незалежно від її конкретної структурної організації - в кінцевому рахунку відбувається від суб'єктів держави. Його фундаментальне переконання в тому, що будь-яка структура влади спирається на послух суб'єктів наказу правителя(ів). Якщо суб'єкти не підкоряються, правителі не мають ніякої сили.

## Вплив Шарпа
Вчення Шарпа здійснили вплив на опозиційні організації та розвиток конфліктів по всьому світі. Найсвіжішими та найпомітнішими подіями, в яких його праці зіграли роль, була серія «кольорових революцій» Східної Європи. Підручник Шарпа «Від диктатури до демократії» слугував базисом для дій ряду молодіжних організацій у цих подіях: сербського «Отпору» (члени якого також проходили тренування у Інституті Альберта Ейнштейна), грузинської «Кмара», української «Пора!» (чорної) і «Спротиву», киргизької «КельКель» та білоруського «Зубру».
У своєму інтерв'ю 2004 року на «Радіо Нідерланди» (нід. Radio Nederland), активіст «Пора!» (чорної) Олег Кирієнко заявив:
«Біблією „Пори“ є книга Джина Шарпа, що також використовувалась „Отпором“, що називається „Від диктатури до демократії“. Активісти Пори переклали її власноруч. Ми написали пану Шарпу та в Інститут Альберта Ейнштейна у Сполучених Штатах, і він був дуже прихильним щодо нашої ініціативи, а згодом Інститут надав кошти для друку понад 12000 копій цієї книжки»
Праці Шарпа щодо «цивільної оборони» (англ. Civilian-Based Defense) використовувалися урядами Литви, Латвії та Естонії під час їхнього відокремлення від Радянського Союзу у 1991 році.
Вебсайт Інституту Альберта Ейнштейна містить чисельні роботи Шарпа англійською та понад 60 перекладів на 40 мов світу.
Журналісти газети The New York Times висловили думку, що Шарп міг стати ідейним батьком арабської весни. Так, відомо, що його праці були перекладені на арабську мову. Ці роботи, зокрема, використовувалися на тренінгах в Каїрі Міжнародним центром ненасильницьких конфліктів. Там з ідеями американського вченого познайомилися туніські опозиціонери. «Брати-мусульмани» виклали брошуру Шарпа «Від диктатури до демократії» на своєму сайті, щоб з нею міг ознайомитися кожен охочий.

### Звільни себе сам. Як покласти край диктатурі чи іншій формі гноблення
Значних змін не можна досягнути, лише проголосивши довготермінову мету та протестуючи проти чинного стану речей. Потрібні відповідальні, розважливі та ефективні стратегічні дії. В ситуації поневолення, стратегічна та ненасильницька боротьба може стати вдалою альтернативою як насильству, так і пасивній покорі.
Якщо опозиціонери хочуть ефективно та з мінімальними жертвами здолати  диктатуру чи режим гноблення - вони мають спочатку встановити слабкі сторони цього  режиму. А потім кинути головні зусилля на те, щоб зробити ці слабкі сторони ще слабшими.
Особи, які бажають спланувати раціональну стратегію ліквідації гноблення, повинні посилити свої здібності у таких напрямках:
- Вони мають вивчити рекомендації з планування стратегій.
- Вони повинні думати самі за себе і планувати розважливо.
- Вони мають бути готові взяти на себе відповідальність.
- Їм слід розвинути здібності до стратегічного мислення та компетентного планування стратегій.

Іншими словами, розробники планів мають думати над тим, як слід діяти групі, щоб ці дії учасників опору дійсно сприяли досягненню їхніх цілей.
У ці плани потрібно включити те, як має початися довготерміновий конфлікт, як розвиватимуться дії, і в який спосіб суб-стратегії та індивідуальні кампанії, що стосуються обмежених питань, робитимуть внесок на користь досягнення головної мети.
Мислити стратегічно – це означає також навчитися протидіяти діям опонентів або будь-яких груп чи окремих осіб, які прагнуть, щоб ненасильницька боротьба зазнала невдачі.
Для кожної кампанії, розробники стратегії повинні вибрати точку, або дуже небагато точок спрямування атаки. Це мають бути окремі аспекти більшої проблеми, що символізують «зло», аспекти, які владі найважче виправдати і проти яких можна мобілізувати найбільшу силу.
У більшості випадків зусилля, спрямовані на усунення диктатури, потребуватимуть кількох обмежених кампаній, спрямованих на окремі проблеми. Якщо їх виконати успішно, вони не лише усунуть це специфічне «зло». Ці кампанії також зроблять внесок у посилення учасників опору, водночас послабивши ефективність опонентів.

## Критика
Тьєррі Мейсан в статті «Інститут Альберта Ейнштейна: відмова від застосування насильницьких методів у версії ЦРУ» звинувачує Шарпа у співпраці зі спеціальними службами США. Список «198 методів ненасильницьких дій» («198 Methods of Nonviolent Action») включає свідомо протизаконні дії, а пункт 148 включає прямо насильницький метод: «заколот». Основний зміст списку — заходи, які можуть розглядатися як методи політичного і економічного саботажу.
Наявні дебати навколо робіт Шарпа, що вплинули на  Арабську весну.
Джин Шарп послідовно заперечував ці твердження і після того, як протягом стійких нападів на нього, в червні 2008 року відомі письменники лівого крила Ноам Чомскі і Говард Зінн та інши захищали Джин Шарп в підписаному листі, яке було поширене по США і на міжнародному рівні на основі вчених і активістів. Витяг з цього листа говорить:
"Замість того, щоб бути знаряддям імперіалізму, дослідження і праці доктора Шарпа надихнули покоління прогресивного світу, праці, фемінізму, прав людини, навколишнього середовища, а також активістів соціальної справедливості в Сполучених Штатах і в усьому світі.
Інститут Альберта Ейнштейна ніколи не отримував ніяких грошей від будь-якого уряду або фінансувався урядом суб'єкта. Також ні доктор Шарп, ні Інститут Альберта Ейнштейна не співпрацювали з ЦРУ, або будь-якими державними організаціями; ні доктор Шарп ні Інститут Альберта Ейнштейна ніколи не надавали фінансову або матеріально-технічну підтримку будь-якій опозиційний групі в будь-якій країні; ні доктор Шарп, ні Інститут Альберта Ейнштейна ніколи не брали участь у політичних конфліктах і не займалися стратегічним плануванням з якої-небудь групою.
Інститут Альберта Ейнштейна працює з дуже мінімальним бюджетом з дому доктора Шарпа з персоналом, що складається з двох чоловік - доктор Шарп і молодий адміністратор - і зовсім нездатний до проведення закордонних інтриг, у яких він був помилково обвинувачений".

## Публікації
- Gandhi Wields the Weapon of Moral Power: Three Case Histories [Архівовано 16 березня 2017 у Wayback Machine.], Foreword by Albert Einstein. Introduction by Bharatan Kumarappa. Ahmedabad: Navajivan Publishing House, 1960. OCLC 2325889 [Архівовано 30 березня 2016 у Wayback Machine.]
- Civilian Defense: An Introduction, (Adam Roberts, T.K. Mahadevan & Gene Sharp, eds.). Introductory statement by President Sarvepalli Radhakrishnan. Bombay: Bharatiya Vidya Bhavan, and New Delhi: Gandhi Peace Foundation, 1967. OCLC 2904885
- Exploring Nonviolent Alternatives, Introduction by David Riesman[en]. Boston: Porter Sargent, 1970.
- The Politics of Nonviolent Action, Introduction by Thomas C. Schelling. Prepared under the auspices of Harvard University's Center for International Affairs. Boston:  Porter Sargent, 1973. ISBN 978-0-87558-068-5
  - I, Power and Struggle. 114 pp., June 1973. ISBN 978-0-87558-070-8
  - II, The Methods of Nonviolent Action. 348 pp., June 1973. ISBN 978-0-87558-071-5
  - III, Dynamics of Nonviolent Action. 466 pp. Boston: Porter Sargent, November 1985. ISBN 978-0-87558-072-2
- Gandhi as a Political Strategist, with Essays on Ethics and Politics, Introduction by Coretta Scott King. Boston: 1979. ISBN 978-0-87558-092-0 OCLC 5591944
- Indian edition. Introduction by Dr. Federico Mayor. Original Introduction by Coretta Scott King, New Delhi: Gandhi Media Centre, 1999. OCLC 52226697Social Power and
- Political Freedom, Introduction by Senator Mark O. Hatfield. Boston: 1980. ISBN 978-0-87558-091-3
- National Security Through Civilian-based Defense, Omaha: Association for Transarmament Studies, 1985. ISBN 978-0-9614256-0-9
- Making Europe Unconquerable: The Potential of Civilian-based Deterrence and Defense , London: Taylor & Francis, 1985. ISBN 978-0-85066-336-5 Second Edition with a Foreword by George F. Kennan. Cambridge, MA: Ballinger, 1986.
- Resistance, Politics, and the American Struggle for Independence, 1765—1775 , (Walter Conser, Jr., Ronald M. McCarthy, and Gene Sharp, eds.). Boulder, CO: Lynne Rienner Publishers, 1986. ISBN 0931477751
- Civilian-Based Defense: A Post-Military Weapons System, with the assistance of Bruce Jenkins, Princeton, NJ: Princeton University Press, 1990. ISBN 978-0-691-07809-0
- From Dictatorship to Democracy: A conceptual framework for liberation. The Albert Einstein Institution, 2003. ISBN 978-1-880813-09-6 (first published in 1994)
- Nonviolent Action: A Research Guide, with Ronald McCarthy, New York: Garland Publishers, 1997.
- There are realistic alternatives, 2003. ISBN 1-880813-12-2. Accessible as an e-book and LibriVox audiobook [Архівовано 26 квітня 2016 у Wayback Machine.].
- Waging Nonviolent Struggle: 20th Century Practice and 21st Century Potential with Joshua Paulson, Extending Horizons Books, 2005. ISBN 978-0-87558-162-0
- Self-Liberation: A Guide to Strategic Planning for Action to End a Dictatorship or Other Oppression with the assistance of Jamila Raqib, First Edition, Boston, MA: The Albert Einstein Institution, November 2009. ISBN 978-1-88-081323-2. Accessible as an e-book.
- Sharp's Dictionary of Power and Struggle. Oxford University Press, 2011. ISBN 978-0-19-982988-0
- Sharp, Gene; Bernal, Jaime Gonzalez (2013). How Nonviolent Struggle Works. East Boston, MA: Albert Einstein Institution. ISBN 978-1-880813-15-7. Архів оригіналу за 16 березня 2017. Процитовано 6 квітня 2016. (condensation of Sharp's Politics of Nonviolent Action)[15]